# Miroslav Đukić
Miroslav Đukić (de vegades citat com a Miroslav Djukić) (Šabac, Sèrbia, República Federal Socialista de Iugoslàvia, 19 de febrer de 1966), és un exfutbolista i entrenador de futbol serbi.

## Trajectòria

### Com a jugador
Va iniciar la seva carrera en el club de la seva ciutat natal, el FK Šabac, on va romandre fins a fitxar pel FK Rad el 1989. Després d'una temporada es va incorporar al Deportivo de La Corunya, en aquells dies en la Segona divisió espanyola de futbol.
Djukic va ser un dels protagonistes d'eclosió de l'equip gallec entre els grans del futbol espanyol. El serbi serà recordat per fallar un penalt en l'últim minut de l'última jornada de la temporada 1993/94, que hagués permès al club corunyès conquistar la seva primera lliga. Així i tot, la següent temporada va assolir el primer títol per al seu club, la Copa del Rei, jugant com a titular la final contra el València. Posteriorment va conquerir la Supercopa d'Espanya, abans de fitxar pel València CF a l'estiu de 1997.
Tot i la seva experiència (va arribar a València amb 31 anys), va romandre sis temporades a l'equip blanc i negre, en les quals va conquistar finalment el campionat de Lliga el 2002. Va acabar la seva carrera la temporada 2003/04 en les files del CD Tenerife.

### Com a entrenador
Després de retirar-se va tornar a viure a València, on va exercir de comentarista esportiu en diverses emissores de ràdio i, simultàniament, es va treure el carnet d'entrenador. El seu primer repte va ser al capdavant de la selecció sub-21 de Sèrbia, amb la qual es va proclamar subcampió d'Europa.
A principis de 2007 va assumir la direcció tècnica del Partizan de Belgrad de la primera divisió sèrbia, arribant al segon lloc de lliga. Al desembre de 2007 va decidir no renovar el seu contracte amb els grobari i poc després va ser designat seleccionador nacional de Sèrbia, en substitució de Javier Clemente. El juny de 2013 fitxà com a nou entrenador del València CF, amb contracte per a dues temporades. Fou cessat el 16 de desembre de 2013, després d'una derrota per 3-0 contra l'Atlètic de Madrid a la 16a jornada de Lliga, deixant l'equip txe en 9è lloc amb 20 punts.
El 20 d'octubre de 2014, després de la destitució de l'entrenador català Albert Ferrer, el Córdoba CF va anunciar que el seu successor seria l'entrenador serbi. Així, Đukić es feia càrrec de l'equip la novena jornada de lliga, amb l'equip en última posició amb quatre derrotes i quatre empats en les vuit primeres jornades.

## Internacional
Va ser internacional en 48 ocasions amb la selecció de Iugoslàvia i posteriorment de la R.F. de Iugoslàvia. Va debutar el 27 de febrer de 1991 en un partit disputat a Turquia. Va formar part del combinat plavi que va participar en el Mundial 1998 i l'Eurocopa 2000.

## Clubs
| Club                   | Lliga     | Any       |
| ---------------------- | --------- | --------- |
| FK Mačva Šabac         | Sèrbia    | 1986-1989 |
| FK Rad                 | Sèrbia    | 1989-1991 |
| Deportivo de la Coruña | Espanyola | 1991-1997 |
| València CF            | Espanyola | 1997-2003 |
| CD Tenerife            | Espanyola | 2003-2004 |

## Palmarès
| Títol               | Club                   | Any  |
| ------------------- | ---------------------- | ---- |
| Copa del Rei        | Deportivo de la Coruña | 1995 |
| Supercopa d'Espanya | Deportivo de la Coruña | 1995 |
| Copa del Rei        | València CF            | 1999 |
| Supercopa d'Espanya | València CF            | 1999 |
| Lliga               | València CF            | 2002 |